# Phil Villapiano

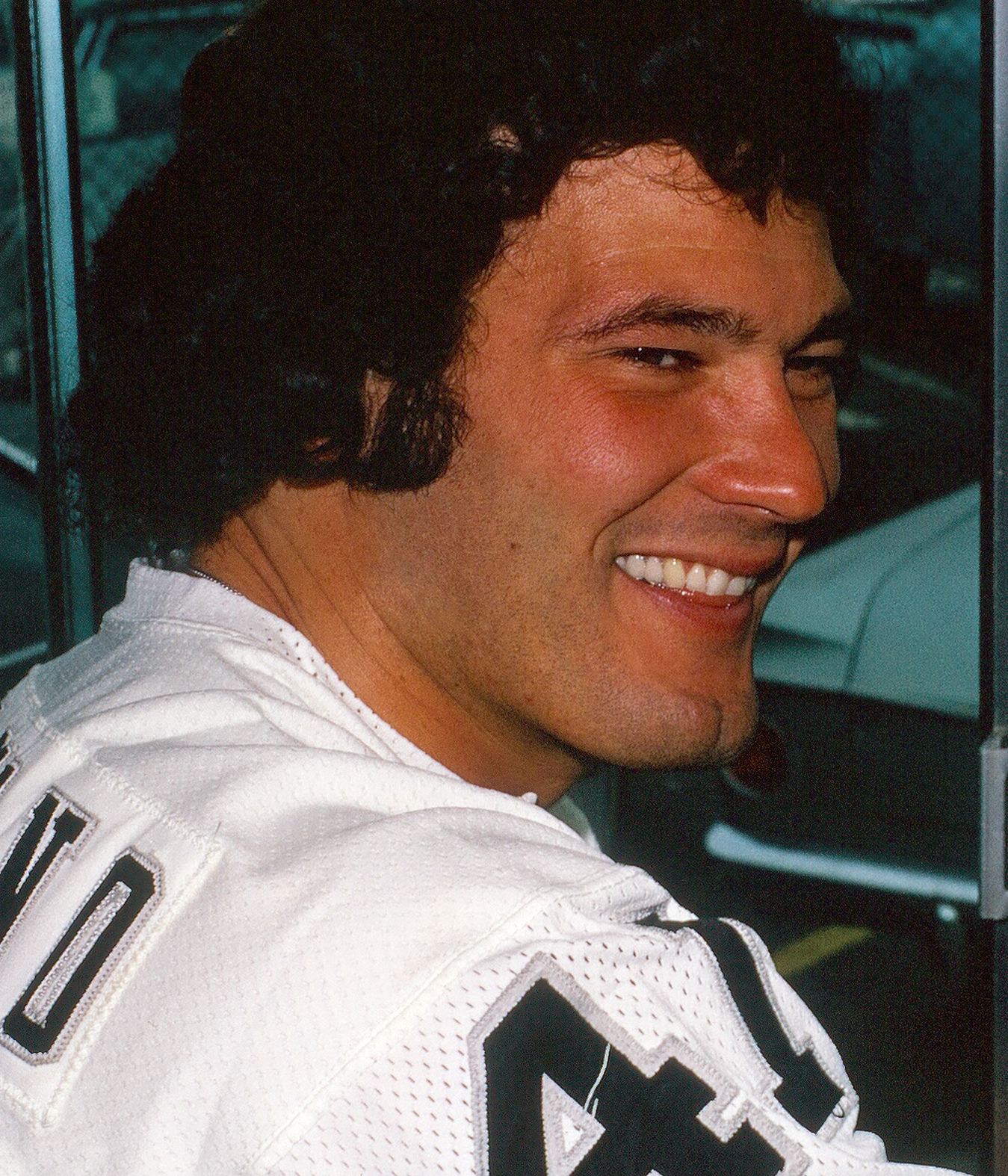
Imagem do ex-jogador de futebol americano estadunidense Phil Villapiano.

Phil Villapiano é um ex-jogador profissional de futebol americano estadunidense

## Carreira
Phil Villapiano foi campeão da temporada de 1976 da National Football League jogando pelo Oakland Raiders.